# Музеј „Рас” у Новом Пазару
Музеј "Рас" Нови Пазар основан је 1953. године. Иницијатива за оснивање музеја у Новом Пазару покренута је 27. јуна 1952. године, на састанку Савета за просвету и културу СО Нови Пазар под називом Градски музеј у Новом Пазару.  Смештен је у центру града, на Житном тргу, у старој новопазарској градској кући традиционалне архитектуре из средине 19. века. Музеј је комплексног типа и обухвата области археологије, историје, етнологије, нумизматике, оријенталистике, примењене уметности и савременог ликовног стваралаштва. Располаже са 333 m² изложбеног простора и са 5.876 предмета, од чега је археолошка збирка најбројнија и највише обрађена. Године 2013. проглашен је за институцију од националног значаја.

## Историјат
Музеј је под називом Градски музеј радио у изнајмљеним просторијама, у згради Мектеба у дворишту Алтун-алем џамије, до краја 1957. године када је променио име у Рашки музеј, који је 1969. године добио зграду, у којој се до тада налазила школа. Зграда је подигнута средином 19. века и у њој је била смештена и руждија (нижа османска гимназија). Како је била руинирана, то је 1972. године реконструисана и адаптирана за потребе Музеја, а Завод за заштиту споменика културе у Краљеву прогласио је културним добром 10. фебруара 1972. године, што је много касније (17. јула 2001) урадила и Влада РС.
Музеј је 1971. године променио име у Завичајни музеј, а за првог директора у сталном радном односу је именован Ејуп Мушовић. Наредне, 1972. године, урађена је реконструкција добијене зграде, а 28. новембра 1973. године Музеј је званично отворен за јавност. Данашњи назив, Музеј „Рас“, добио је 1. јануара 1987. године.
У свом вишедеценијском деловању музеј „Рас“ сврстао се у ред најзначајнијих институција у унутрашњости Србије, развијајући све облике музеолошког рада. Током времена од скромне збирке прерастао је у музеј комплексног типа који обухвата све области људског деловања, од историје, преко археологије, нумизматике, етнологије, оријенталистике, примењене уметности до савременог ликовног стваралаштва. Одлуком Владе Републике Србије, од 30. априла 2013. године, музеј „Рас“ је проглашен за институцију од националног значаја.
И поред недовољног броја запослених стручњака и скученог простора, Музеј „Рас“ Нови Пазар израстао је у стручну установу са широким опсегом активности и оствареном сарадњом са бројним сродним институцијама из Србије и са простора бивше Југославије. Организатор је завидног броја научних и стручних скупова. Издавач је Новопазарског зборника, јединог научног часописа у Новом Пазару који у континуитету излази од 1977. године.
Захваљујући донаторима, али и општини Нови Пазар и Министарству културе Србије, током 2003-2004. године урађена је опсежна реконструкција музејске зграде и урађена нова стална поставка. Како је музејску зграду потребно редовно одржавати, средствима Града Новог Пазара 2019. године урађена је комплетна реконструкција крова и зидова зграде, а унутрашњи простор музеја је потпуно опремљен.

## Стална поставка (избор)
- Историјско одељење
- Дервишка остава
- Соба алатурка
- Српска соба
- Сеоска соба
- Зидни сатови
- Примењена уметност
- Ликовна уметност

## Археолошко одељење
Музеј „Рас“ у Новом Пазару својом делатношћу покрива територију општина Нови Пазар, Тутин и Сјеница и налази се у самом југозападном углу Србије. Поред рада из домена основне делатности, Музеј је био један од организатора или суорганизатор свих истраживања на подручју општина Нови Пазар, Сјеница и Тутин. После уписа Старог Раса са Сопоћанима у Листу светске културне и природне баштине УНЕСКО-а, 1979. године, Музеј је био укључен у истраживања великог броја локалитета, из различитих временских периода, од палеолита до оних из 18-19. века. Како је новопазарски крај колевка прве српске државе и писмености и у средњем веку играо је изузетно значајну политичку, али и културно-историјску улогу, то је разумљиво што се највећи број локалитета односи на средњи век.
У Археолошком одељењу изложен је материјал добијен наведеним истраживањима, који хронолошки обухвата период од старијег каменог доба до 19. века, односно налаза са истраживања Новопазарске тврђаве. О археолошким истраживањима или појединачним налазима, објављено је више радова у: Новопазарском зборнику, Старинару, Саопштењима, Гласнику српског археолошког друштва, Сјеничком зборнику, и другим публикацијама.
У последњих десетак година завршено је археолошко рекогносцирање подручја које покрива Музеј, а из штампе је изашла и књига са објављеним резултатима. Истовремено се радило и на археолошком истраживању Средњовековних хумки на Сјеничко-пештерској висоравни. На истраживање хумки од 2013. године надовезује се и пројекат „Словенско светилиште на Пештери“. Оба пројекта побуђују велику научну и ширу јавност, не само код нас већ и у осталом словенском свету: 
Пољској , Чешкој и Русији где су пренете вести из штампаних и електронских медија.
Значајни резултати добијени су и радом на истраживању средњовековних некропола Новог Пазара. 
- Камене секире
- Урне бронзаног доба, 1600-1200. п. н. е.
- Налази млађег гвозденог доба, 750-650. п. н. е.
- Велика градина у Врсеницама 4, 6. и 9-10. век
- Велика градина у Врсеницама – керамика 9-10. века
- Светилиште – 9-10. век
- Тврђава Рас, Јован II Комнин (1118-1143)
- Тврђава Рас – керамика 12-13. века
- Трговиште – остава накита, 15. век
- Куманица, новац 17. век
- Новопазарска тврђава, 17-19. век

## Историјско одељење
У музеју је, завидним бројем експоната, представљена и историја самог Новог Пазара, који се први пут помиње у једном дубровачком документу из 1461. године, а основао га је турски крајишник Иса-бег Исаковић. Он је на левој обали Рашке подигао хамам и већи број дућана. Средњовековно Трговиште је постало Ески базар, а ново место за трговину названо је Јени базар, тј. нови трг.
Експонати Историјског одељења разврстани су по одређеним целинама: оружје, одликовања, војничка опрема, старе књиге, докумената, печати и фотографије. Међу најстарије експонате овог одељења спадају јатагани, кубуре и сабље.
Нумизматичка збирка у оквиру Историјског одељења броји око 1000 примерака металног и папирног новца који припада временском распону од 17. до педесетих година 20. века.
- Јатагани - детаљ, 18-19. век
- Бенсилах – кожни појас са преграда за документа, али и ношење оружја, 19. век
- Турски печати – мухури, 1792-1912. год.
- Старе књиге, писаћа машина и немачка машина за дешифровање
- Биста краља Александра, рад вајара Славка Милетића из 1936. године
- Новац султана Мустафе II, 1695. године
- Медаље и ордење, 19-20. век

## Етнолошко одељење
Специфичност подручја и начин живота због етничке и етнографске шароликост, где већину становништва чине потомци некадашњих пештарским муслимана, те старовлашких и рашких Срба, утицале су и на карактеристике предмета у Етнографском одељењу. Тако се у Музеју налазе различите врсте алатки које су користиле многобројне занатлије које су живеле и радиле у Новом Пазару: терзије, ћурчије, ковачи, казанџије, кујунџије, поткивачи, папуџије, јорганџије, сарачи, лончари, мутавџије, самарџије, дунђери, табаци, нанулџије, бритвари, ножари, пушкари, дуванџије али и пекари (екмеџије), посластичари, ћевапџије, ашчије (кувари), кафеџије, механџије. Производи већине ових занатлија налазе се и у збирци музеја.
Највећу пажњу свакако привлаче производи терзија, који су израђивали делове ношњи. Лепотом израде, богатством златовеза и мотивима издвајају се примерци мисираба, милтани, јелеци, џуба, димије, чакшире. Разне врсте кошуља, међу којима су и свиленице, дело домаће радиности као и разне врсте бошчи, пешкир-махрама, чевра, учкура, појасева, чарапа, рукавица, запрега, зобуна. У циљу очувања нематеријалне културне баштине, етнолози Музеја су организовали више изложби, посебно поводом 8. марта, међународног Дана жена.
Етнолошком одељењу припада и збирка предмета из једне дервишке текије: џиде – копља, тебери - секире облика средњовековних хелебарди, дрвене тољаге - асе са спирално увијеним једним крајем, које представљају свето дрво донето из арапских земаља и које су различитих величина. Међу предметима који су коришћени приликом верских обреда налазе се: кудуми – добоши, дрвене бројанице чије су перле великог пречника, дрвена палица облика пендрека и игле различитих величина за пробадање тела. Јако су занимљиве и дервишке капе, које су доста подсећају на чалме.
Саставни део Одељења је и соба „алатурка“ (велика одаја), уређена у оријенталном стилу, одсликавајући културу становања градских породица крајем 19. и почетком 20. века, као и збирка предмета из једне дервишке текије.
- Градска ношња новопазарских муслимана, крај 19 - почетак 20. века
- Српска градска ношња, крај 19 - почетак 20. века
- Сеоска ношња, 19-20. век
- Јастук бошча, богато украшена златовезом, почетак 20. века
- Мисираба и нануле, 19. век
- Ибрик за воду, прва половина 20. века
- Део инвентара сеоског одељења, 19 – 20. век
- Млин за кафу
- Фењери и лампе
- Кожне бисаге
- Дервишки предмети
- Зубун

## Уметничко одељење
Уметничко одељење садржи две збирке: Ликовну и збирку примењене уметности. Најстарији експонати ликовне збирке потичу из прве половине 19. века и радови су тзв. зоографа, домаћих углавном анонимних сликара обучених у манастирским радионицама. У ликовној збирци су заступљена и дела Љубомира Ивановића и то 31 цртеж и две графике. На цртежима и графикама приказани су мотиви Новог Пазара и Сјенице, рађени 1935/36. године. Изложба цртежа је гостовала у 14 градова Србије.
Организовање ликовних изложби у музеју, протеклих година, допринело је да се ликовни фонд обогати са неколико уметничких остварења (уље на платну, карикатуре, цртежи, копије средњевековних фресака и графике) друге половине 20. века.
Збирка примењене уметности је део уметничког одељења са предметима сакупљеним одмах по оснивању музеја. Збирка примењене уметности обухвата временски период од 16. до 20. века и чине је углавном кујунџијски и казанџијски производи: накит, украсно посуђе, религиозни предмети, зидни и џепни сатови. Могуће је да се у једној од кујунџијских радионица у Новом Пазару израђен и накит који припада Остави из села Трнаве код Новог Пазара, која садржи: 14 украсних игала, два пара наушница, прстен, огрлицу од перли, дугме, привесак и 30 новчића коришћених као огрлица. Сви наведени предмети из оставе припадају 17. веку и представљају део невесињске опреме.
По врсти и броју посебну пажњу привлачи колекција народног накита који се носио уз традиционалну ношњу, а чине га: тепелуци, наушнице, минђуше, прстење, украсне игле, брошеви, привесци, огрлице, наруквице, колани, пафте, ћустеци и џепни сатови. Накит је израђиван од сребра, месинга и алпака, некада са позлатом и у техници ливења, ковања, филиграна и гранулације. Колекцију посуђа, рад казанџија, чине чаше, чиније, послужавници и прибор за јело, а већина ових предмета, по начину украшавања, носи обележја оријенталног стила. Заступљени су и религиозни предмети: амајлије, крстови, кадионице, кандила, окови за Куране.

### Ликовна збирка (избор)
- Богородица са Христом, темпера на дасци, 19. век
- Љубомир Ивановић, мотив из Новог Пазара, цртеж оловком, 1935. година
- Љубомир Ивановић, мотив из Сјенице, цртеж оловком, 1935. година
- Мехмед Слезовић, Јермише, сува игла, 20. век

### Збирка Примењене уметности (избор)
- Остава из Трнаве, 16-17. век
- Поклон збирка Николе Вулетића, новопазарског кујунџије, почетак 20. века
- Џевахир кутија за накит, нануле и тепелук, 19. век
- Ћустек – ланац за сат, 19. век
- Кујунџијски производи, 19 – 20. век
- Сахани - казанџијски производ, 19-20. век
- Женска ташна, 20. век
- Огледало, почетак 20. века

## Изложбе, радионице, промоције
Музеј је организатор и великог броја изложби, самостално или у сарадњи са другим музејима и институцијама. Посебно се издвајају изложбе организоване у сарадњи са Народним музејом из Београда, али нису мање значајне ни самосталне изложбе истакнутих уметника. Од отварања Музеја, 1973. године поводом Дана жена, редовно су организоване изложбе домаће радиности, које су биле веома посећене. Доста су биле посећене и две Изложбе воштаних фигура (2005, 2006).
Овоме треба додати и тематске изложбе, које су најчешће организоване у оквиру манифестације Ноћ музеја, али и у оквиру музејских пројеката и радионица. Организовано је и више промоција музејских издања, као и Смотре етнолошког и археолошког филма (2007).
Музеј „Рас“ је и организатор више стручних и научних скупова, међу којима су најважнији: Годишње скупштине Српског археолошког друштва – три пута (1978, 1988, 2003), Музејског друштва Србије – два пута, Конгреса Етнолошког друштва Југославије (1988).
- Промоција књиге „Србија светска баштина“
- Скулптура, рад Ивана Мештровића
- Отварање сталне поставке 2008
- Стална поставка 2008.
- Изложба „Упознајмо старе занате“
- „Историја рок музике“
- „Нови Пазар на мапи историјских путева“
- „Моје тајно благо“
- „Хоћу да сликам прошлост“
- Карикатуре Југослава Влаховића
- „Руком позлаћено“
- „Фестивал филиграна“
- „Изгубљено - нађено“
- Прослава 60 година рада Музеја

## Одабрани пројекти
- Велика градина у Врсеницама код Сјенице - археолошка истраживања
- Средњовековне хумке на Сјеничко-пештерској висоравни – археолошка истраживања
- Средњовековне некрополе на подручју Новог Пазара (2012) - чишћење споменика и израда документације на неколико некропола некропола у селима Тврдошево, Златаре, Јанча и Штитари.[14]
- Археолошко рекогносцирање терена
- Ноћ музеја – од 2009. године
- Музички времеплов
- Очувајмо старе занате
- Фестивал филиграна
- Изгубљено-нађено
- Раскршћа баштине: Нови Пазар на мапи историјских путева (2012) - изложба, научни скуп и радионице са локалним становништвом, пројекат рађен у сарадњи са Центром за музеологију и херитологију Филозофског факултета Универзитета у Београду.
- Вашар баштине
- Хоћу да сликам прошлост (2013) - радионица у трајању од три дана, ученици из неколико новопазарских основних школа, на својим радовима су представили по један предмет или ситуацију из прошлости која их асоцира на нека садашња догађања
- Школа грнчарског заната (2013) - десетодневна обука основаца грнчарском занату, са теоријским и практичним делом
- Словенско светилиште на Пештерској висоравни - наставак археолошких истраживања средњовековних хумки на Сјеничко-пештерској висоравни.[15]

## Издавачка делатност
Музеј је 1977. године покренуо своју годишњу публикацију „Новопазарски зборник“ и закључно са 2021. годином, из штампе су изашла 43 броја. Године 2018. Музеј је издао монографију са анотираном библиографијом "40 година Новопазарског зборника (1977-2017)". Музеј је и издавач више посебних наслова, међу којима се издвајају:
- М. Радовић, Ејуп Мушовић, Борци новопазарског краја пали у НОР-у, Нови Пазар, 1974.
- Г. Гравије, Новопазарски санџак, Нови Пазар, 1977.
- Е. Мушовић, Тито у Новом Пазару, Нови Паза,р 1978.
- Ј. Ердељан, Средњовековни надгробни споменици у области Раса, Нови Пазар, 1986.
- С. Качапор, Школство у Новом Пазару и околини од 1918. до 1941. године, Нови Пазар, 1987.
- М. Радовић, Три ослобођења Новог Пазара, Нови Пазар, 1993.
- Е. Мушовић, Муслимани Црне Горе од пада Зете (1499), Нови Пазар, 1997.
- М. Радовић, Ефендијина сећања и казивања, Нови Пазар, 1998.
- М. Радовић, Називи новопазарских улица, Нови Пазар, 2000.
- М. Радовић, Ранкове централе, Нови Пазар, 2001.
- Монографија Музеј „Рас“ Нови Пазар, Нови Пазар, 2008.
- П. Ж. Петровић, „Рашка – антропогеографска проучавања II, Нови Пазар, 2010.
- С. Чековић, Љубомир Ивановић – збирка радова из колекције Музеја „Рас“, Нови Пазар, 2011.
- С. Чековић, Историја рок музике у Новом Пазару, Нови Пазар, 2012.
- Д. Премовић-Алексић, Нови Пазар на мапи историјских путева, Нови Пазар, 2012.
- М. Кахровић, Стари занати у Новом Пазару, Нови Пазар, 2013.
- Љ. Гавриловић, Пазарско-сјенички квартет, Нови Пазар, 2013.
- Д. Премовић-Алексић, Исламски споменици Новог Пазара, Нови Пазар, 2013.
- Д. Премовић-Алексић, Археолошка карта Новог Пазара, Тутина и Сјенице, Нови Пазар, 2014.
- С. Чековић, Прстење из збирки Музеја „Рас“, Нови Пазар, 2015.
- Ф. Баћићанин, Левха: калиграфска инспирација данас, Нови Пазар, 2018.
- М. Кардовић, Ф. Баћићанин, А. Салковић, 40 година Новопазарског зборника (1977-2017), Нови Пазар, 2018.
- Ф. Баћићанин, Бијела птица: рукописна оставштина Арифа Сарајлије (1861-1916), Нови Пазар, 2018.
- А. Тртовац, А. Софронијевић, Ф. Баћићанин, А. Салковић, РАШЧИТАВАЊЕ арапског писма у руком писаним документима, 2019.
- Д. Груда, Босна и Санџак у сатиричној и илустрованој периодици (1878-1918), Нови Пазар, 2019.
- А. Салковић, Кључ среће: Коментар Бусиријеве Касиде Бурде, Нови Пазар, 2020.
- А. Салковић, У сјени калема и пергамента, Нови Пазар, 2020.
- Ф. Баћићанин, Језик и писмо: Арапско-перзијско-грчко-српски рјечници из 15. вијека, Нови Пазар, 2020.